# Taux de mortalité évitable
Le taux de mortalité évitable est « le rapport, pour une période donnée, du nombre annuel moyen de décès pour une cause évitable donnée, à la population du groupe d’âge associé à la cause évitable au milieu de la même période ».
On parlera de taux de mortalité « évitable générale » pour désigner le rapport, pour une période donnée, du nombre annuel moyen total de décès évitables à la population totale âgée de moins de 75 ans au milieu de la même période.

## Causes de mortalités évitable
Les causes les plus connues sont :
- la malnutrition (principale cause dans les pays pauvres, mais qui peut inclure la malbouffe et les effets de la pauvreté dans les pays riches)
- le tabagisme, 1re cause de mortalité évitable en France[2]
- l'alcoolisme (seconde cause de mortalité évitable en France en 2018 avec environ 49 000 décès/an)[2]
- l'inactivité physique et la sédentarité
- la dépendance à d'autres drogues
- la pollution de l'air
- les violences domestiques et familiales ou sociétales (dont morts par arme à feu aux États-Unis)
- les guerres, guerres civiles, formes de terrorismes et certaines séquelles de guerre (dizaines de millions de morts qui auraient pu être évités au XXe siècle par exemple)
- certains accidents du travail
- le suicide
- certains accidents domestiques
- des maladies qui auraient pu être évitées par la prévention et le respect de règles de bases en matière d'hygiène.

## Mortalité évitable en France
La France se caractérise par une mortalité prématurée (décès avant 65 ans) supérieure à la plupart des autres pays européens, en raison de comportements à risque (alcoolisme, tabagisme, conduites dangereuses) particulièrement importants. Les six principales causes de mortalité évitable en France, par taux pour 100 000 décroissant, hommes et femmes confondus, en 1999, sont :
1. Tumeur du poumon : 18,9 %
2. Suicide : 14,4 %
3. Accidents de la circulation : 13,5 %
4. Psychoses, alcool et cirrhoses : 13,4 %
5. Tumeur des voies aérodigestives supérieures : 10,7 %
6. Chutes accidentelles : 2,4 %.